# Віраварман I
Віраварман I (гінді वीरवर्मन; д/н — бл. 1285) — магараджахіраджа Джеджа-Бхукті близько 1245—1285 роках.

## Життєпис
Походив з династії Чандела. Син Трайлок'я-вармана. Посів трон близько 1245 року. Відомо, що вів війни проти династій Яджавапала та Чандрешваранвая, що панували в долині річки Джамна, були своєрідними буферними кннязівствами між Делійським султанатом й Джеджа-Бхукті. Ймовірно вдалося встановити над ними тимчасову зверхність.
1251 року зазнав нападу військ султана Насир-уд-діна Махмуда, які завдали поразки Віраварману I. Останній вимушен був визнати зверхність делі та зобов'язався сплачувати данину, проте зберіг трон. У написі 1260 року його дружини — Кальянадеві — йдеться про будівництво колодязя та штучної водойми в Нандіпурі, що, на думку дослідників, свідчить про збереження контролю та звичного порядку речей в середині держави Джеджа-Бхукті. Можливо цьому сприяли нові повстання в Делійському султанаті та війни з Державою Хулагуїдів.
Згідно з написом у Каланджарі, Віраварман замовив будівництво кількох храмів, садів і водойм. Він також встановив зображення таких божеств, як Шива, Камала та Калі. Напис Аджайгарха фіксує встановлення джайнського зображення під час його панування.
Помер Віраварман I близько 1285 року. Йому спадкував син Бходжавамран.